# Johann Bernhard Bach I
Johann Bernhard Bach (Erfurt, 1676. május 23. – Eisenach, 1749. június 11.), német zeneszerző, Johann Sebastian Bach másodfokú unokabátyja.
Zenélni apja, Johann Aegidius Bach és esetleg Johann Pachelbel is tanította. 1695-től orgonistaként működött Erfurtban, majd később Magdeburgban. 1703-ban Eisenachban a Szent György-templom orgonistája és városi zenekar csembalistája volt. 1708-1712 között együtt dolgozott Georg Philipp Telemannal.
Négy darab nyitánya és több orgonaműve maradt fenn.